# Lijst van nummer 1-hits in Nieuw-Zeeland in 2011
Deze hits stonden in 2011 op nummer 1 in de RIANZ Top 40, de bekendste hitlijst in Nieuw-Zeeland.
| Datum        | Artiest                          | Titel                        |
| ------------ | -------------------------------- | ---------------------------- |
| 3 januari    | Bruno Mars                       | Grenade                      |
| 10 januari   | Chris Brown                      | Yeah 3x                      |
| 17 januari   | Britney Spears                   | Hold it against me           |
| 24 januari   | Six60                            | Rise Up 2.0                  |
| 31 januari   | Katy Perry                       | E.T.                         |
| 7 februari   | Guy Sebastian & Eve              | Who's that girl              |
| 14 februari  | Lady Gaga                        | Born this way                |
| 21 februari  | Lady Gaga                        | Born this way                |
| 28 februari  | Jessie J & B.o.B                 | Price tag                    |
| 7 maart      | Jessie J & B.o.B                 | Price tag                    |
| 14 maart     | Avalanche City                   | Love love love               |
| 21 maart     | Avalanche City                   | Love love love               |
| 28 maart     | Avalanche City                   | Love love love               |
| 4 april      | LMFAO, Lauren Bennett & GoonRock | Party rock anthem            |
| 11 april     | LMFAO, Lauren Bennett & GoonRock | Party rock anthem            |
| 18 april     | LMFAO, Lauren Bennett & GoonRock | Party rock anthem            |
| 25 april     | LMFAO, Lauren Bennett & GoonRock | Party rock anthem            |
| 2 mei        | LMFAO, Lauren Bennett & GoonRock | Party rock anthem            |
| 9 mei        | LMFAO, Lauren Bennett & GoonRock | Party rock anthem            |
| 16 mei       | LMFAO, Lauren Bennett & GoonRock | Party rock anthem            |
| 23 mei       | LMFAO, Lauren Bennett & GoonRock | Party rock anthem            |
| 30 mei       | LMFAO, Lauren Bennett & GoonRock | Party rock anthem            |
| 6 juni       | LMFAO, Lauren Bennett & GoonRock | Party rock anthem            |
| 13 juni      | LMFAO, Lauren Bennett & GoonRock | Party rock anthem            |
| 20 juni      | Adele                            | Someone like you             |
| 27 juni      | Adele                            | Someone like you             |
| 4 juli       | Cobra Starship & Sabi            | You make me feel...          |
| 11 juli      | Adele                            | Someone like you             |
| 18 juli      | Adele                            | Someone like you             |
| 25 juli      | Adele                            | Someone like you             |
| 1 augustus   | Maroon 5 & Christina Aguilera    | Moves like Jagger            |
| 8 augustus   | Maroon 5 & Christina Aguilera    | Moves like Jagger            |
| 15 augustus  | Maroon 5 & Christina Aguilera    | Moves like Jagger            |
| 22 augustus  | Maroon 5 & Christina Aguilera    | Moves like Jagger            |
| 29 augustus  | Maroon 5 & Christina Aguilera    | Moves like Jagger            |
| 5 september  | Maroon 5 & Christina Aguilera    | Moves like Jagger            |
| 12 september | Gotye & Kimbra                   | Somebody that I used to know |
| 19 september | Gotye & Kimbra                   | Somebody that I used to know |
| 26 september | Gotye & Kimbra                   | Somebody that I used to know |
| 3 oktober    | Gotye & Kimbra                   | Somebody that I used to know |
| 10 oktober   | Gotye & Kimbra                   | Somebody that I used to know |
| 17 oktober   | Gotye & Kimbra                   | Somebody that I used to know |
| 24 oktober   | Rihanna & Calvin Harris          | We found love                |
| 31 oktober   | Rihanna & Calvin Harris          | We found love                |
| 7 november   | Rihanna & Calvin Harris          | We found love                |
| 14 november  | Rihanna & Calvin Harris          | We found love                |
| 21 november  | Rihanna & Calvin Harris          | We found love                |
| 28 november  | Rihanna & Calvin Harris          | We found love                |
| 5 december   | Rihanna & Calvin Harris          | We found love                |
| 12 december  | Rihanna & Calvin Harris          | We found love                |
| 19 december  | Rihanna & Calvin Harris          | We found love                |
| 26 december  | LMFAO                            | Sexy and I know it           |